# 858. grenadirski polk (Wehrmacht)
858. grenadirski polk (izvirno nemško 858. Grenadier-Regiment; kratica 858. GR) je bil pehotni polk Heera v času druge svetovne vojne.

## Zgodovina
Polk je bil ustanovljen 2. novembra 1942 za potrebe 346. pehotne divizije.